# رود لنگرود
رودخانه لنگرود یکی از رودخانه‌های استان گیلان در شمال ایران است. این رودخانه در طول سال به‌جز در مواقع بسیار پربارش، هیچ‌گاه نشان طغیان و جریان تند آب را از خود بروز نمی‌دهد.

## منبع و مسیر
رودخانه لنگرود از ارتفاعات سیاهکل و رودبار، به‌ویژه بلندی‌های دلفک (درفک) سرچشمه می‌گیرد. این رود پس از طی مسیرهایی از جمله دیلمان، سیاهکل، لاهیجان و لنگرود، به سمت چمخاله حرکت می‌کند.

## اتصال به دریا
رودخانه لنگرود در یک کیلومتری ساحل خزر به شلمان رود متصل می‌شود و پس از آن به دریای خزر می‌پیوندد.